# Oberpfalz TV
Oberpfalz TV (kurz OTV) ist ein in Amberg ansässiger Regionalsender. Das Programm von OTV wird in den Landkreisen Amberg-Sulzbach, Schwandorf, Neustadt an der Waldnaab, Tirschenreuth, Neumarkt i.d.OPf. (nördlicher Teil) und in den kreisfreien Städten Amberg und Weiden in das Kabel eingespeist.
OTV sendet täglich 24 Stunden in HD im Kabel und über Satellit. Das tagesaktuelle Programm beginnt immer ab 17:45 Uhr. Zusätzlich läuft OTV von Montag bis Freitag von 18:00 Uhr bis 18:30 Uhr über Kabelkanal als Regionalprogramm auf RTL (als sogenanntes „regionales Fenster“).
Der Sendestart von OTV war am 1. März 1996. Zurzeit arbeiten rund 32 feste Mitarbeiter bei OTV. Hinzu kommen weitere freie Mitarbeiter in den Bereichen Redaktion, Produktion und Technik. Sitz des Senders ist Amberg.
Ab 2002 war Oberpfalz TV auch über Astra Digital unter dem Sendenamen ONTV - Digitales Fernsehen für Oberpfalz und Niederbayern zu empfangen.
Ab dem 4. Dezember 2012 hat OTV einen Programmplatz bekommen, den es sich nur noch mit TVA Regensburg teilen muss. Die Sendezeiten über Satellit wurden dementsprechend ausgeweitet. Seit 2018 hat OTV einen eigenen Satellitenkanal mit der Senderkennung OTV HD.
OTV ist besonders bekannt für sein populäres Magazin, das 2008 mit dem „Regiostar“ ausgezeichnet wurde.
Die Fertigstellung der Digitalisierung des Senders erfolgte Anfang April 2010. Seitdem sendet OTV auch im 16:9-Seitenverhältnis (Vor der Digitalisierung noch in 4:3 und 4:3 Letterbox).